# 趙樾
趙 樾（ちょう えつ、1115年 - 1131年）は、北宋の徽宗の第24皇子（夭逝を除いて第19皇子）。

## 経歴
貴妃喬氏の五男として生まれた。同母兄に趙杞・趙栩・趙材・趙朴がいる。
政和5年7月20日（1115年8月11日）、瀛国公の位を授けられた。
靖康の変後、金に連行された。金の天会9年（1131年）に自殺した。

## 家族
- 婚約者：朱針仙 - 金で洗衣院に入れられ、洗衣院で死去した。

## 伝記資料
- 『靖康稗史箋證』
- 『宋会要輯稿』